# Марчина, Тана Бегиновна
Тана Бегиновна Марчина (10 мая 1916 года, село Теньга — 5 сентября 1993 года, там же) — чабан совхоза «Теньгинский» Онгудайского района Горно-Алтайской автономной области. Герой Социалистического Труда (1966). Депутат Верховного Совета СССР 5-го созыва.

## Биография
С 1929 года — пастух в колхозе «Кызыл Чолмон», с 1932 года — чабан, старший чабан совхоза «Теньгинский» Онгудайского района. По итогам 1941 года стала лучшим чабаном Онгудайского района. В 1945 году вступила в ВКП(б). В 1947 году за высокие трудовые показатели была награждена Орденом Трудового Красного Знамени.
С начала 1950-х годов ежегодно выращивала в среднем по 100—120 ягнят от каждой сотни овцематок. В 1965 году получила в среднем по 124 ягнёнка от каждой сотни овцематок. Указом Президиума Верховного Совета СССР от 22 марта 1966 года «за достигнутые успехи в развитии животноводства, увеличении производства и заготовок мяса, молока, яиц, шерсти и другой продукции» удостоена звания Героя Социалистического Труда с вручением ордена Ленина и золотой медали «Серп и Молот».
Возглавляла школу передового опыта по выращиванию овец, была наставницей молодых чабанов. Избиралась депутатом Верховного Совета СССР 5-го созыва (1958—1962), членом Онгудайского райкома КПСС.
За годы своей работы вырастила более 30 тысяч ягнят и сдала более 1200 центнеров шерсти. В 1980-е годы вышла на пенсию. Скончалась в 1993 году в селе Теньга.
Награды
- Герой Социалистического Труда
- Орден Ленина
- Орден Трудового Красного Знамени (14.06.1947)
- Орден Октябрьской Революции (08.04.1971)
- Орден Знак Почёта — дважды